# Cephalopholis miniata
Vieille de corail, Vieille étoilée, Mérou minium, Mérou rouge
Espèce
Synonymes
- Cephalopholis boninius
- Cephalopholis formosanus
- Cephalopholis maculatus
- Cephalopholis miniatus
- Epinephelus miniatus
- Perca miniata
- Pomacentrus burdi
- Serranus cyanostigmoides
- Serranus miniatus
- Serranus perguttatus

Statut de conservation UICN

 LC  : Préoccupation mineure
Cephalopholis miniata, communément nommé Vieille de corail ou Mérou rouge, est une espèce de poissons marins de la famille des Serranidae. Avec quatre autres espèces, il est parfois appelé Mérou rouge.

## Description

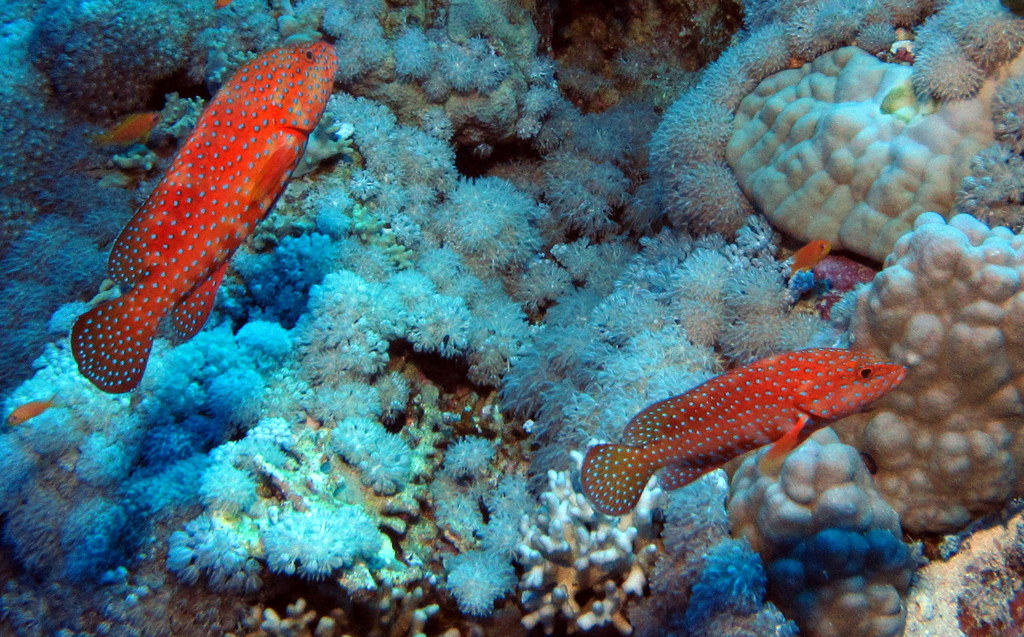
Deux mérous rouges, Mer rouge

Ce poisson très coloré peut mesurer jusqu'à 50 cm. Il a un corps fusiforme avec un profil dorsal convexe, une tête pointue et les marges des nageoires arrondies. La coloration générale varie de l'orange pâle au rouge foncé (d'où son nom spécifique), parfois avec des barres verticales contrastées sur les flancs. Le corps et les nageoires sont couverts de points bleus.
Le juvénile est orange uni.

## Habitat
Ce poisson est commun sur les récifs exposés au large entre 2 et 150 m de profondeur. Le juvénile vit caché parmi les coraux.

## Répartition
Cette espèce vit dans tout l'Indo/ ouest Pacifique de la Mer Rouge à la Micronésie.

## Alimentation
Cette espèce consomme des poissons et des crustacés.

## Reproduction
Un mâle domine un harem de deux à douze femelles, chacune défendant son propre territoire. La maturité sexuelle est atteinte à 25 cm.
Cette espèce est hermaphrodite, une femelle pouvant se transformer en mâle. Les femelles d'un harem sont plus petites que le mâle.

## Statut de conservation
Cephalopholis miniata est inscrit en espèce de préoccupation mineure sur la liste rouge de l'UICN des espèces menacées, depuis 2008. La pression de la pêche, et notamment de la pêche à la dynamite, ainsi que la sédimentation dans certaines zones sont les motifs principaux.

### Liens connexes
- Vieille (poisson)
- Mérou rouge